# St. James (Minnesota)
St. James település az Amerikai Egyesült Államok Minnesota államában, Watonwan megyében, melynek megyeszékhelye is. Lakosainak száma 4793 fő (2020. április 1.).

## Népesség
A település népességének változása:

| 2010 | 4 605 |
| 2020 | 4 793 |